# Lo Castell (Toralla)
Lo Castell és una muntanya de 996,9 metres d'altitud situada en el terme actual de Conca de Dalt (antic municipi de Toralla i Serradell), al Pallars Jussà, al costat de llevant del poble de Toralla.
És la muntanya que hostatja el vell Castell de Toralla, damunt i a llevant del poble, en la seva mateixa carena.